# НАК Бреда
НАК Бреда кратка форма НАК (на нидерландски: NOAD ADVENDO Combinatie Breda, НОАД АДВЕНДО Комбинати Бреда) е футболен отбор от град Бреда, Холандия. Основан е на 19 септември 1912 г. Дългогодишен участник е в холандската Ередивиси. Старши треньор на тима е Джон Каренсе. Стадионът им се казва Рат Верлег Стадион и има капацитет 19 000 места.

## Успехи
Първи клас (до 1955) / Висша дивизия (след 1956)-Ередивиси:
- Шампион (1): 1920/21

Ерстедивиси: (Първа дивизия)
- Шампион (1): 1999/00

 Купа на Нидерландия:
- Носител (1): 1973